# Anton Benvin
Anton Benvin (Valun, 14. rujna 1935. – Rim, 18. rujna 1996.) bio je hrvatski katolički svećenik i rektor Papinskoga hrvatskoga zavoda sv. Jeronima u Rimu.

## Životopis
Rodio se 14. rujna 1935. u Valunu, na otoku Cresu. Osnovno školovanje je započeo u rodnom mjestu, a 1945., s deset godina, odlazi u malo sjemenište u Veli Lošinj, a zatim u Zadar. Nakon položene mature na pazinskoj gimnaziji, upisao je teološke studije na Visokoj teološkoj školi u Rijeci. Nakon odsluženog vojnoga roka nastavio je studij u Pazinu i Zagrebu. Za svećenika krčke biskupije zaređen je 20. rujna 1958. u župnoj crkvi u Cresu. Nakon toga je predavao latinski jezik u sjemeništu u Pazinu. Od 1965. do 1969. boravio je u Zavodu sv. Jeronima u Rimu, usavršavajući se u liturgici i patrologiji. Dana 25. lipnja 1969. na Papinskom ateneju sv. Anzelma obranio je doktorsku disertaciju „Isusovo krštenje u kristologiji i soteriologiji sv. Hilarija iz Poitiersa”. Nakon toga se vraća u Rijeku gdje sve do 1992. predaje na Visokoj bogoslovskoj školi, liturgiku, patrologiju, ekumensko i istočno bogoslovlje i ekleziologiju. U Bogosloviji je obnašao službu vicerektora (1969.-1973.) і duhovnika (1971.-1977.), te rektora Škole (1985.-1990.).
Rektorom Papinskoga hrvatskoga zavoda sv. Jeronima u Rimu imenovan je 16. kolovoza 1992. godine. Dana 21. siječnja 1994. dobio je naslov monsinjora. U Rimu je preminuo 18. rujna 1996. godine. Sprovodni obredi s misom zadušnicom i oproštajem održani su 23. rujna u rimskoj crkvi Sv. Lovre izvan zidina, a zatim 25. rujna u Valunu gdje je i pokopan.

### Članci
- Mrkonjić, Tomislav. 1999. Anton Benvin. Slovo. Staroslavenski institut. Zagreb.  (47-48-49): 291–294

| Titule u Katoličkoj Crkvi | Titule u Katoličkoj Crkvi                                       | Titule u Katoličkoj Crkvi |
| ------------------------- | --------------------------------------------------------------- | ------------------------- |
| prethodnik Ratko Perić    | Rektor Papinskog hrvatskog zavoda svetog Jeronima 1992. – 1996. | nasljednik Jure Bogdan    |